# Alexei Alexandrowitsch Obmotschajew
Alexei Alexandrowitsch Obmotschajew (russisch Алексей Александрович Обмочаев, englische Transkription: Alexey Alexandrovich Obmochaev; * 22. Mai 1989 in Kislowodsk) ist ein russischer Volleyballspieler.

## Karriere
Obmotschajew begann seine Karriere in einem Verein seiner Heimatstadt. 2007 kam er zu Neftechimik Salawat. Ein Jahr später wurde er von VK Zenit-Kasan verpflichtet und in der zweiten Mannschaft eingesetzt. Bei der Jugend-EM erreichte der Libero mit dem russischen Nachwuchs den dritten Rang. In der Saison 2009/10 spielte Obmotschajew für Dynamo-Jantar Kaliningrad. Anschließend kehrte er zurück nach Kasan und rückte in die Erstliga-Mannschaft auf. 2011 wurde der Verein russischer Meister und unterlag in der Champions League erst im Finale. Nach dem Sieg bei der Universiade debütierte Obmotschajew am 20. November 2011 in der A-Nationalmannschaft, mit der er gleich den World Cup gewann. 2012 gelang Kasan die Titelverteidigung in der Liga und in der Champions League gewannen die Russen diesmal das Endspiel gegen Skra Bełchatów. Bei den Olympischen Spielen in London gewann Obmotschajew mit der Nationalmannschaft die Goldmedaille. 2013 wechselte Obmotschajew zum Ligakonkurrenten Dynamo Moskau.

## Privates
Obmotschajew war von 2012 bis 2016 mit der russischen Nationalspielerin Natalija Olegowna Gontscharowa verheiratet.